# Warner Music Finland
Warner Music Finland – fińska wytwórnia muzyczna, oddział Warner Music Group.
1 grudnia 2012 roku Waner Music Finland została połączona z Helsinki Music Company. W 2018 roku wytwórnia trzeci raz z rzędu miała najwięcej udziałów w przemyśle muzycznym w Finlandii (27,8%).

## Artyści

### Fińscy
Źródło: Oficjalna strona Warner Music Finland

- Jonne Aaron
- Anna Abreu
- Jarkko Ahola
- Alma
- Bang for the Buck
- Benjamin
- Cheek
- Chisu
- Darude
- Dem
- Don Huonot
- Samuli Edelmann
- Egotrippi
- Elias Gould
- Elias Kaskinen & Päivän Sankarit
- Ellinoora
- Erin
- Jeremy Folderol
- Gettomasa
- Gracias
- Katri Helena
- Ida Paul
- Ida Paul & Kalle Lindroth
- Ilari
- Ilta
- Jippu
- Jori Sjöroos
- JVG
- J. Karjalainen
- Kauniit & Uhkarohkeat
- Kauriinmetsästäjät
- Kaija Koo
- Kuningasidea
- Laura Närhi
- Lauri Tähkä
- Kalle Lindroth
- Mikko Harju
- Miro Miikael
- Mitra
- Mouhous
- Neljänsuora
- Pete Parkkonen
- Pasa
- Pikku G
- PistePiste
- Profeetat
- Roope Salminen & Koirat
- Topi Saha
- Emma Salokoski
- Sanni
- Jari Sillanpää
- Sofa
- Stig
- Kari Tapio
- Suvi Teräsniska
- Tippa-T
- Waltteri Torikka
- Antti Tuisku
- Tuuli
- Jenni Vartiainen
- Vesa-Matti Loiri
- Vesala
- Vesta
- Maija Vilkkumaa
- Arttu Wiskari
- Younghearted

### Pozostali
Źródło: Oficjalna strona Warner Music Finland
- Anne-Marie
- Sia
- Måns Zelmerlöw

## Nagrody
| Rok  | Nagroda     | Kategoria                    | Wynik     |
| ---- | ----------- | ---------------------------- | --------- |
| 2009 | Radio Gaala | Vuoden levy-yhtiöpromoottori | Nominacja |